# I fratelli Kelly
I fratelli Kelly (Ned Kelly) è un film del 1970 diretto da Tony Richardson. Tratto dalla vita di Ned Kelly.

## Trama
Il film inizia con l'impiccagione di Kelly in carcere. Ned Kelly dopo essere stato incarcerato per tre anni per un furto di cavalli, viene preso di mira dalla Polizia e alla fine forzato ad essere un bushranger. Diventerà un rapinatore di banche e catturato dopo l'assedio di Glenrowan. Verrà impiccato a Melbourne.

## Accoglienza

### Incassi
Ned Kelly incassò 808000 $ in Australia, equivalente a 7716400 $ nel 2009.

## Colonna sonora
La colonna sonora comprende musiche di Shel Silverstein cantate da Kris Kristofferson e Waylon Jennings e prodotte da Ron Haffkine, una sola canzone cantata da Jagger e una da Tom Ghent.

### Tracce
1. Waylon Jennings – "Ned Kelly"
2. "Such is Life"
3. Mick Jagger – "The Wild Colonial Boy"
4. "What Do You Mean I Don’t Like"
5. Kris Kristofferson – "Son of a Scoundrel"
6. Waylon Jennings – "Shadow of the Gallows"
7. "If I Ever Kill"
8. Waylon Jennings – "Lonigan's Widow"
9. Kris Kristofferson – "Stoney Cold Ground"
10. "Ladies and Gentlemen"
11. Kris Kristofferson – "The Kelly's Keep Comin'"
12. Waylon Jennings – "Ranchin' in the Evenin'"
13. "Say"
14. Waylon Jennings – "Blame it on the Kellys"
15. Waylon Jennings – "Pleasures of a Sunday Afternoon"
16. Tom Ghent – "Hey Ned"